# Michael Wüstenberg
Michael Wüstenberg (ur. 19 lipca 1954 w Dortmundzie) – niemiecki duchowny katolicki, biskup Aliwal w Południowej Afryce w latach 2008–2017.

## Życiorys

### Prezbiterat
Święcenia kapłańskie przyjął 5 czerwca 1982 i został inkardynowany do diecezji Hildesheim. Przez kilka lat pracował duszpastersko na terenie Bremy. W 1992 wyjechał do Republiki Południowej Afryki i podjął pracę w parafii w Sterkspruit. W 2001 został wikariuszem generalnym diecezji Aliwal. W latach 2003–2008 był wykładowcą w południowoafrykańskich seminariach duchownych.

### Episkopat
19 grudnia 2007 został mianowany biskupem diecezji Aliwal. Sakry biskupiej udzielił mu 24 lutego 2008 nuncjusz apostolski w RPA – abp James Green.
1 września 2017 papież Franciszek przyjął jego rezygnację z urzędu.